# 保羅-亨利·纳尔若莱
保罗-亨利·纳尔若莱（法語：Paul-Henri Nargeolet，1946年3月2日—2023年6月18日）（p. 1），法国深海探索者、泰坦尼克号专家，有“泰坦尼克先生”之称，曾下潛至10,928米深處，打破世界紀錄，2023年6月18日泰坦號潛水器事故遇难者之一。

## 早年生活
纳尔若莱出生于上萨瓦省沙莫尼蒙勃朗（p. 1），曾在摩洛哥的卡萨布兰卡生活过13年，之后在16岁完成学业之后搬到巴黎。

## 职业

### 法国国家海军
纳尔若莱于1964年加入法国国家海军，主要负责排雷、潜水作业和深水干预等工作（p. 1）。1970年代，纳尔若莱被任命为瑟堡海军排雷潜水员小组指挥官（p. 1）。1980年代，纳尔若莱转到一个水下干预小组，负责领航干预潜艇（p. 1），具体任务为前往世界各地寻找淹没水底的法国飞机以及其上的人员和武器（p. 1）。在这段时期内，纳尔若莱曾在70米水深处找到过一个罗马沉船，以及负责过1979年坠落的德哈維蘭加拿大DHC-5飞机的定位（p. 2）。
1986年，纳尔若莱自国家海军退役，当时他的军衔为护卫舰舰长。

### 法國海洋開發研究院
1986年，纳尔若莱加入了法國海洋開發研究院寻找泰坦尼克号残骸的潜水员队伍（p. 2），此后他分别在1987年、1993年、1994年及1996年多次下潜到残骸地址（p. 2），其中1987年团队收集了一些人工制品，成为首支收集执行此类任务的探险队。
在海洋開發研究院工作期间，纳尔若莱也负责定位过诸多坠入海底的飞机。1993年5月15日，纳尔若莱跟随鹦鹉螺号深潜器执行了下潜任务，偶然发现了1664年于土伦附近沉没的月亮号军舰（p. 2）。

### 海事及水下资源管理中心
1994年，纳尔若莱被任命为密歇根州立大学海事及水下资源管理中心（Center for Maritime & Underwater Resource Management，CMURM）指挥员。

### Aqua+
1996年到2003年间，纳尔若莱任职于Canal+集團的下属水下影像制作公司Aqua+，期间指导了两艘潜艇的水下作业（p. 2）。

### 第一展览公司
2007年8月，纳尔若莱应第一展览公司（Premier Exhibitions, Inc.）旗下主要负责组织巡回展览的皇家邮轮泰坦尼克公司（RMS Titanic, Inc.）的安排，负责对曾救援过泰坦尼克号幸存者但于1918年被鱼雷击沉的喀尔巴阡号进行定位（p. 2）。
纳尔若莱在泰坦尼克公司的职位为水下研究项目（Underwater Research Program）的指挥官，该项目的目的是找寻与泰坦尼克号有关的人工制品，而纳尔若莱的职责则主要包括操控遙控潛水器和为潜水器领航（p. 2）。纳尔若莱前后一共执行过35次下潜任务，发现了将近6,000样人工制品。2010年，纳尔若莱加入了一个负责为沉没地点制作3D地图并利用遙控潛水器和自动水下机器人评定舰艇退化程度的任务组（p. 2）。同年，纳尔若莱又加入了探寻去年坠海的法國航空447號班機的任务，负责寻找飞机上的黑匣子（p. 2）。

### 其他活动
纳尔若莱是一名泰坦尼克号的专家，曾经参与制作过纪录片《Titanic: The Complete Story》（1994年）和《Deep Inside the Titanic》（1999年）。2022年，纳尔若莱出版了著作（直译：「在泰坦尼克号的深处」），回顾了自己的探索经历。

## 遇难
2023年6月18日，纳尔若莱搭乘泰坦號潛水器（由海洋之門所有）前往检视泰坦尼克号残骸。潜水器在下潜后与水面失去联系，美国、加拿大及法国等国随即派出由水下及空中力量组成的搜救队伍前往营救。据统计，此次营救行动一共花费了超过650美元。
6月22日，搜救队伍在距离泰坦尼克号船头约490（1,600英尺）处发现一堆碎片，海洋之門表示纳尔若莱等一行五人很可能已经遇难。其后美国海岸警卫队召开记者会表示，这些碎片与泰坦号潜水器的耐压船身一致，系由潜水器内爆所形成。

## 个人生活
纳尔若莱有两个女儿、一个儿子、一个继子以及四个孙子。他的第一任妻子为电视记者、艾美奖得主米歇尔·马尔什，于2017年因乳癌去世。之后纳尔若莱在参加泰坦尼克号探索任务时和儿时好友安妮·萨拉兹-伯尔内特（Anne Sarraz-Bournet）重新有了联系，并最终与她步入了婚姻殿堂。
纳尔若莱于2022年在纽约州的波灵以150万买下了一处房子，并一直居住到了去世，2024年3月，该处房子被以170万美元的价格售出。

## 著作
- ，哈珀柯林斯，巴黎，2022年ISBN 979-1-03-390984-2 （法語）